# Louis-Marin Henriquez
Louis-Marin Henriquez (1765-1815) fue un escritor y dramaturgo francés.
Profesor de belles-lettres en Blois, escribió polémicos artículos para el Mercure de France. Su obras más famosa es Épitres et évangiles du républicain.

## Obras
| - 1790: Je m'en fouts: liberté, libertas, foutre! - 1791: Le Pape traité comme il le mérite, ou Réponse à la bulle de Pie V - 1791: Le Diable à confesse - 1793: Les Aventures de Jérôme Lecocq, ou les vices du despotisme et les avantages de la liberté - 1794: Histoires et morales choisies, pour chaque mois de l'année républicaine, ouvrage destiné à l'instruction de la jeunesse - 1794: Morale républicaine en conseils et en exemples, pour toutes les décades de l'année, à l'usage des jeunes sans-culottes - 1794: Pensées républicaines pour chaque jour du mois | - 1795: Principes de civilité républicaine, dédiés à l'enfance et à la jeunesse - 1798: Le Chaudronnier de Saint-Flour, comedia en un acto, con Armand Gouffé - 1798: Voyage et aventures de Frondeabus, fils d'Herschell, dans la cinquième partie du monde, ouvrage traduit de la langue herschellique - 1798: Épîtres et évangiles du républicain pour toutes les décades de l'année, à l'usage des jeunes sans-culottes - 1804: Les Grâces à confesse, poema, 1804 - La Dépanthéonisation de J.-P. Marat, patron des hommes de sang et des terroristes (20 pluviôse), fondée sur ses crimes et sur les forfaits des jacobins |